# Romeo Benetti
Romeo Benetti (Albaredo d'Adige, 20 de outubro de 1945) é um ex-futebolista italiano, que atuava como meia.

## Carreira
Ele deu seus primeiros passos no futebol com o Bolzano, na Série D, chegando à primeira divisão depois de um longo aprendizado na Série C e B, com as camisas de Siena, Taranto e Palermo. Na temporada 1965-1966 o Foggia quase o comprou, mas no último momento o presidente do clube desistiu porque Benetti teria que servir ao exército. Na temporada seguinte, no entanto, Benetti foi jogar pelo Palermo.
Benetti jogou com a Juventus, ganhando dois campeonatos italianos (1977, 1978) e uma Copa da UEFA (1977). Também foi vitorioso com o Milan, além de jogar pela Sampdoria e pela Roma. 

## Seleção
Disputou duas Copas do Mundo, a Copa de 1974 na Alemanha Ocidental e a Copa de 1978 na Argentina.